# Petr Fejk
Petr Fejk (* 1. září 1964 Most) je manažer, bývalý dlouholetý ředitel Zoo Praha, která pod jeho vedením prošla výraznou modernizací a podle časopisu Forbes se zařadila na místo 7. nejlepší zoo na světě.

## Životopis
V roce 1982 maturoval na gymnáziu v Mostě, do roku 1988 studoval Filozofickou fakultu Univerzity Karlovy v Praze – obor český jazyk, literatura, historie a pedagogika. Získal titul PhDr. 

## Kariéra
V letech 1990 až 1992 působil jako učitel češtiny a literatury na Gymnáziu U Libeňského zámku v Praze, v letech 1992 až 1996 byl majitelem a manažerem hudebního rockového klubu Belmondo.
Ve funkci ředitele pražské zoo působil od 4. června 1997. Byl prvním „neodborníkem“ ve vedení zoologické zahrady. Do povědomí lidí se dostal výraznou modernizací zoologické zahrady a úsilím o její obnovení po ničivé povodni v roce 2002. 
Za jeho působení vznikly v zoo pavilon velkých želv, pavilon goril, pavilon žiraf, pavilon Indonéská džungle, pavilon Sečuán, pavilon Afrika zblízka, pavilon Čambal, rozsáhlé expozice africké savany, severského lesa, ptačích mokřadů, voliéry pod skalou, vodní svět, opičí ostrovy,  papouščí stezka, příroda kolem nás, dětská zoo a expozice lachtanů, tučňáků, hyen, nosálů, gepardů, kočkovitých šelem a další. Dále byly vybudovány nebo zrekonstruovány vzdělávací centrum, hlavní vchod s chodníkem slávy, severní a jižní vchod, dvě nová parkoviště, restaurace Oceán, restaurace Gaston, restaurace Černohouska, rozhledna Obora, zooshop, chovatelské, technické a zahradnické zázemí, objekt Statek s veterinární ordinací, knihovnou, kancelářemi a krmivářskými provozy a další. Kompletně byla zajištěna také projektová příprava a financování největší stavby v zoo - nového areálu pro slony a hrochy, jehož výstavba začala v roce 2010. 
Pod jeho vedením se návštěvnost Zoo Praha zvýšila z 0,5 mil. na 1,3 mil. osob ročně, počet zvířat z 1500 na 4600 jedinců, vlastní příjmy zoo z 15 mil. na 215 mil. Kč ročně a ekonomická soběstačnost z 10% na 78%. . 
Za svou práci pro zoo získal tato ocenění - PR osobnost roku (2004), Manažer roku (2005), Marketér roku (2006) a v roce 2008 Cenu ministra životního prostředí.
V srpnu 2009 potvrdil informaci, že má zájem o místo ředitele České národní budovy v New Yorku (znovuotevřené v říjnu 2008), a pokud je získá, opustí funkci ředitele pražské zoologické zahrady. Ve výběrovém řízení zvítězil a z funkce ředitele zoo odešel k 31. říjnu 2009. Jeho nástupcem se stal Miroslav Bobek.
Od 1. ledna do 31. prosince 2010 byl ředitelem Českého centra a České národní budovy v New Yorku. Spolupráci ukončil kvůli koncepčním nesouladům s vedením Českých center.

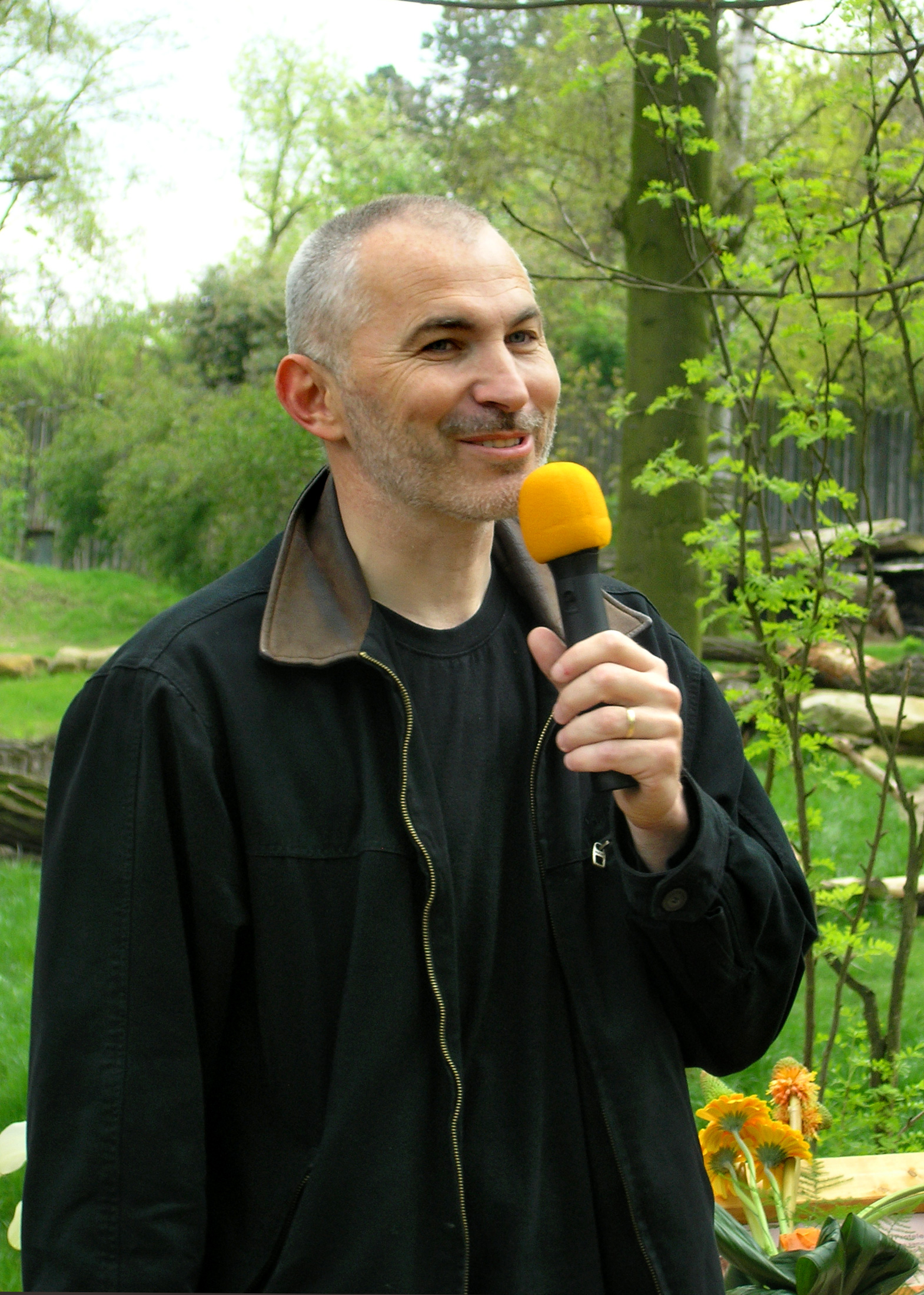
Patr Fejk jako ředitel Zoo Praha (rok 2008)

Od 1. března 2011 nastoupil do Českých drah na nově zřízenou funkce firemního ombudsmana. V červnu 2011 na svou žádost spolupráci rozvázal. 
Od roku 2012 stojí za záměrem vybudování prvního velkého zábavního parku v ČR. Realizace se však nepodařila. 
Ve volbách do Senátu PČR v roce 2020 kandidoval jako nestraník za hnutí Iniciativa občanů (IO) v obvodu č. 27 – Praha 1. Se ziskem 8,80 % hlasů skončil na 4. místě a do druhého kola nepostoupil.
V roce 2021 vyhrál výběrové řízení na post ředitele zoologické zahrady v Ústí nad Labem, jmenován jím však nebyl.
V současné době především přednáší a publikuje. Vedle toho se angažuje v divadle, v televizi a ve veřejném životě. 

## Divadlo
V 80. letech 20. století během studia filozofické fakulty na škole dělal divadlo jednoho herce, byl spíš performer, zaměřoval se na konceptuální umění a říkal tomu industriální divadlo.
Na jevišti se objevil např. s Davidem Vávrou nebo s Baletní jednotkou Křeč.[zdroj?]
Od roku 2019 vystupoval v roli agenta 007 v představení Bond/Medea v divadle Studio DVA, pod režií bratrů Cabanových, po boku Ivany Chýlkové a Jana Krause.

## Literární činnost
V roce 2020 vydal vlastním nákladem knihu Jak se dělá zoo.

## Rodina
Má dvě děti – nevlastního Olivera a Adélu. Jeho bývalá manželka Martina Nevařilová je módní návrhářka. S novou partnerkou Kateřinou má syny Prokopa a Cyrila.

## Odraz vkultuře
Fejkovo jméno se objevilo v písni bratrů Ebenů nezvané „Sloni“ z alba Chlebíčky, kde se vyskytuje rým „Volám sousedově matce, že má slony na zahrádce, řekla že to ví, že jsou Fejkovi, že je má na hlídání“.. Jeho jméno se také objevuje ve skladbě Vladimíra Brože (w518)- Drzost je věčná, kde je rým "tohle je pražský Zoo, ředitel je Fejk". Foneticky dvojsmyslně byl zmíněn též v seriálu Comeback (díl "Narozzeniny"), kde zaznělo, že rozpoznávač hlasu zvířat "je na webovkách pražské ZOO = to nemůže být žádný fake" (foneticky "fejk").